# Desná (district de Svitavy)
Pour les articles homonymes, voir Desná (homonymie).
Desná (en allemand : Deschna) est une commune du district de Svitavy, dans la région de Pardubice, en République tchèque. Sa population s'élevait à 374 habitants en 2024.

## Géographie
Desná se trouve à 10 km au sud-ouest de Litomyšl, à 19 km à l'ouest-nord-ouest de Svitavy, à 41 km au sud-est de Pardubice et à 132 km à l'est-sud-est de Prague.
La commune est limitée par Vidlatá Seč au nord, par Dolní Újezd à l'est, par Horní Újezd au sud, et par Poříčí u Litomyšle et Chotěnov à l'ouest.

## Histoire
La première mention écrite du village date de 1293.

## Galerie

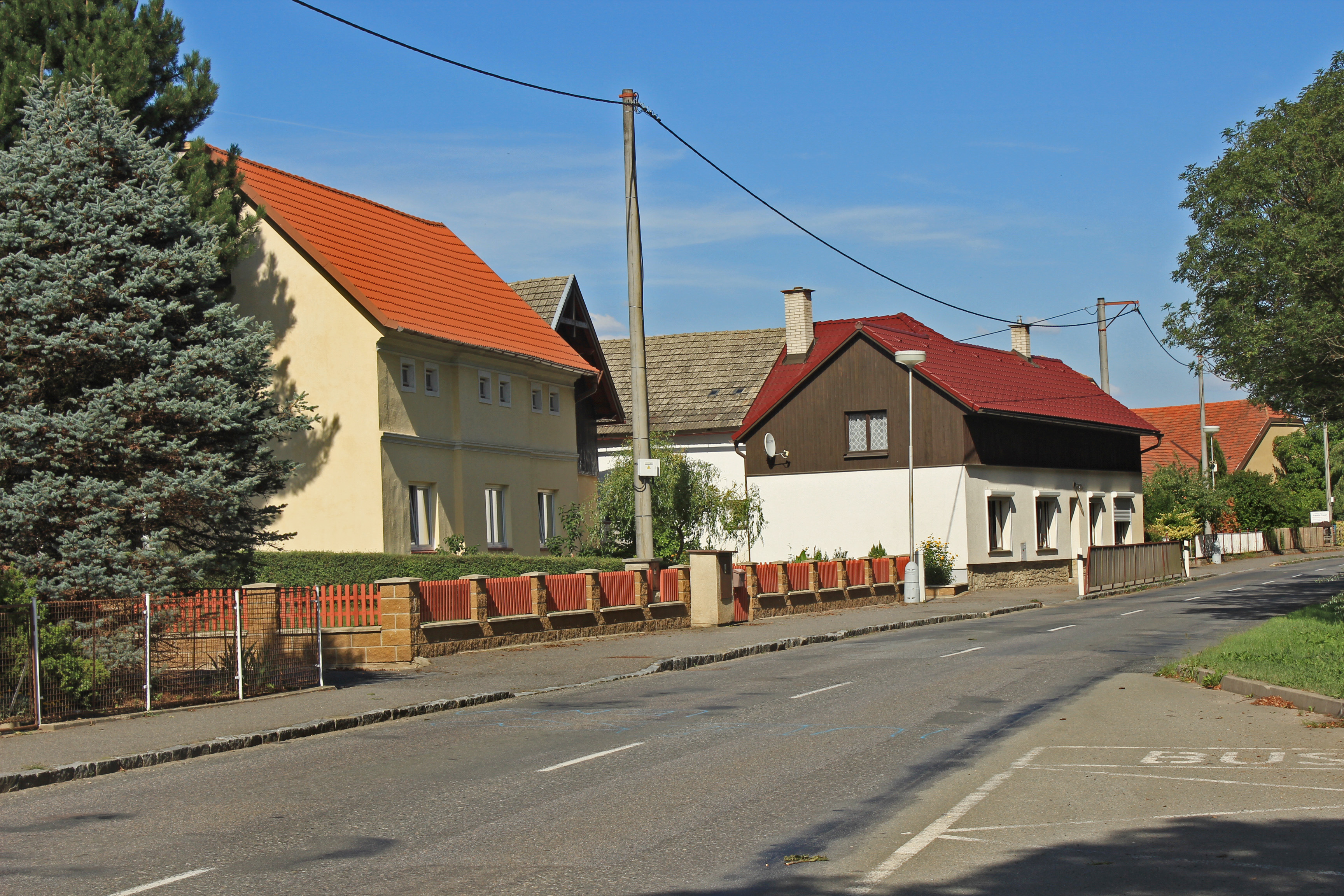
Desná : partie Est.
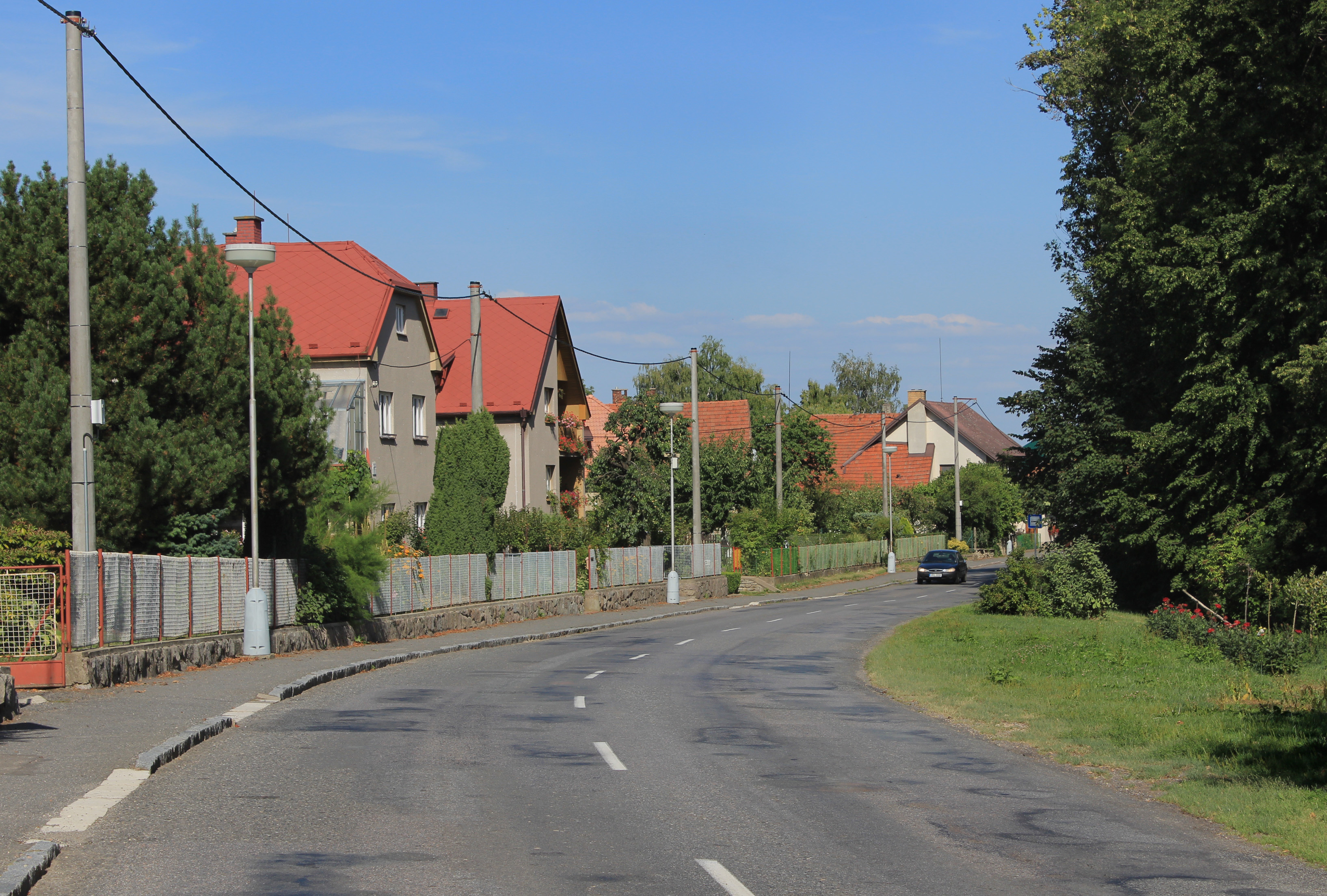
La route 359C.

## Transports
Par la route, Desná se trouve à 11 km de Litomysl, à 27 km de Svitavy, à 54 km de Pardubice et à 170 km de Prague. 